# Wanamala
Wanamala (sanskryt: „leśna girlanda”) – girlanda upleciona z kwiatów oraz pięciu sznurów kamieni szlachetnych, symbolizująca odwieczną, nie stworzoną energię Adiśakti. Zazwyczaj umieszcza się takie girlandy na szyi posągów boga Wisznu. Nazywana bywa także Wajdźajanti (Zwycięstwo) lub Bhutamala (Girlanda żywiołów).